# Tętnica tarczowa dolna

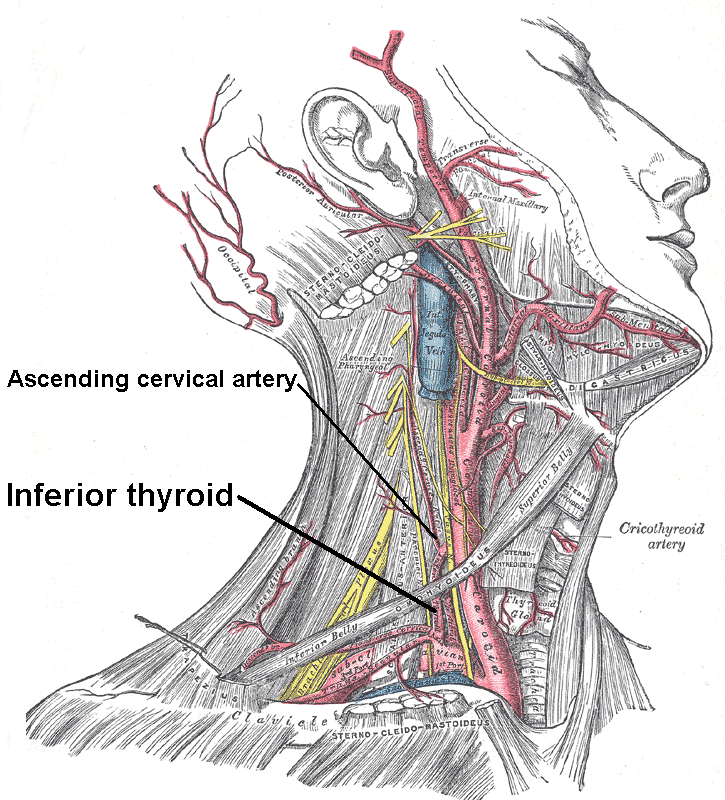
Zaznaczona tętnica tarczowa dolna (Inferior thyroid) i tętnica szyjna wstępująca (Ascending cervical artery)

Tętnica tarczowa dolna (łac. arteria thyroidea inferior) – w anatomii człowieka tętnica zaopatrująca dolną część i tylną powierzchnię gruczołu tarczowego, zespalająca się z tętnicą tarczową górną. Jest końcowym odgałęzieniem pnia tarczowo-szyjnego, wychodzącego z tętnicy podobojczykowej. 
Jej odgałęzieniami są tętnica szyjna wstępująca i tętnica krtaniowa dolna, oddaje także gałęzie gardłowe, przełykowe i tchawicze oraz gałęzie gruczołowe – końcowe, unaczyniające tarczycę.